# Шевченко, Андрей Иванович
Андре́й Ива́нович Шевче́нко (20 августа 1925 — 20 декабря 1996) — участник Великой Отечественной войны, старшина Рабоче-крестьянской Красной Армии (с 1946 года — Советской Армии), Герой Советского Союза (24 марта 1945 года).

## Биография
Родился 20 августа 1925 года в селе Михайловка Лозовского района Харьковской области в семье крестьянина. По национальности украинец.
Окончил 8 классов. Работал слесарем на заводе им. Октябрьской революции в городе Ворошиловград.
Выпускник Днепропетровского Краснознамённого артиллерийского училища. На фронтах Великой Отечественной войны с февраля 1943 года.
28 августа 1943 года в районе деревни Сидорово (Славянский район, Сталинская область) был тяжело ранен.
Командир отделения 1055-го стрелкового полка (297-я стрелковая дивизия, 7-я гвардейская армия, 2-й Украинский фронт) комсомолец сержант Шевченко проявил себя в боях с 4 по 10 ноября 1944 года при взятии населенного пункта Чонгар. Сержант Шевченко одним из первых ворвался в город, огнём из автомата уничтожил 4 солдат противника и двоих взял в плен. Приказом №: 30/н от 24 октября 1944 года награждён медалью «За отвагу».
23 октября 1944 года с группой бойцов переправился через реку Тиса в районе города Вежень (Венгрия) и в течение 4 часов удерживал захваченный рубеж, обеспечивая форсирование реки батальоном. Получил множественные ранения и контузию. Звание Героя Советского Союза присвоено 24 марта 1945 года.
При освобождении Будапешта сержант Шевченко в третий раз получил тяжелое ранение.
Член КПСС с 1947 года. До 1966 года старшина Шевченко был на сверхсрочной службе. После увольнения в запас жил в Ворошиловграде. Работал старшим инженером «Облмежколхоздорстроя» треста «Агродорстрой».
Умер 20 декабря 1996 года. Похоронен на кладбище «Малая Вергунка» в Луганске.

## Награды
- Герой Советского Союза (24 марта 1945 года)
- орден Ленина (24 марта 1945 года)
- орден Отечественной войны I степени
- медаль «За отвагу» (24 октября 1944 года)
- медаль «За победу над Японией»
- другие медали